# قرار مجلس الأمن التابع للأمم المتحدة رقم 1516
قرار مجلس الأمن التابع للأمم المتحدة رقم 1516، الذي تم تبنيه بالإجماع في 20 نوفمبر 2003، بعد إعادة التأكيد على مبادئ ميثاق الأمم المتحدة والقرار 1373 (2001)، أدان المجلس التفجيرات التي وقعت في اسطنبول، تركيا يومي 15 و20 نوفمبر 2003.
وجدد مجلس الأمن التأكيد على ضرورة مكافحة الأخطار التي تهدد السلم والأمن الدوليين من جراء الأعمال الإرهابية، وأدان التفجيرات التي وقعت في إسطنبول وأسفرت عن مقتل 57 شخصاً وإصابة أكثر من 700 شخص، فضلاً عن الأعمال الإرهابية الأخرى في مختلف البلدان. وأعرب عن تعاطفه وتعازيه لأسر الضحايا وشعبي وحكومتي تركيا والمملكة المتحدة.
ودعا القرار جميع الدول إلى التعاون لتقديم الجناة إلى العدالة وفقًا لالتزاماتها بموجب القرار 1373. واختتم المجلس كلمته بالإعراب عن تصميمه على مكافحة الإرهاب بجميع أشكاله.

## روابط خارجية
- نص القرار في undocs.org